# Rick Pluimers
Rick Pluimers (Enter, 7 december 2000) is een Nederlands wielrenner die tussen 2020 en 2022 reed voor Jumbo-Visma Development Team. Hij behaalde een plaats in de Top 10 van de Antwerp Port Epic in 2020.
Sinds 2023 rijdt Pluimers voor de Zwitserse ploeg Tudor Pro Cycling Team.
Zijn zus Ilse Pluimers is eveneens wielrenster.

## Overwinningen
2018
Menen-Kemmel-Menen
2022
Proloog (ploegentijdrit) Ronde van de Toekomst
HLB van Daal Eurode Omloop
2025
Muscat Classic

### Resultaten in voornaamste wedstrijden
| Jaar | Ronde van Italië | Ronde van Frankrijk | Ronde van Spanje |
| ---- | ---------------- | ------------------- | ---------------- |
| 2023 |                  |                     |                  |
| 2024 |                  |                     |                  |
| 2025 | 105e             |                     |                  |

| Jaar | Milaan-San Remo | Gent-Wevelgem | Ronde van Vlaanderen | Kuurne-Brussel-Kuurne |
| ---- | --------------- | ------------- | -------------------- | --------------------- |
| 2023 | 49e             |               |                      |                       |
| 2024 | opgave          | 61e           | opgave               |                       |
| 2025 | 36e             |               | 24e                  | 5e                    |

## Ploegen
- 2020 –  Jumbo-Visma Development Team
- 2021 –  Jumbo-Visma Development Team
- 2022 –  Jumbo-Visma Development Team
- 2023 –  Tudor Pro Cycling Team
- 2024 –  Tudor Pro Cycling Team
- 2025 –  Tudor Pro Cycling Team

Bohli · Brun · Charrin · de Kleijn · J. Eriksson · L. Eriksson · Froidevaux · Heming · Kamp · Kelemen · Kluckers · Kolze Changizi · Pellaud · Pluimers · Reichenbach · Suter · Thalmann · Voisard · Wilksch (vanaf 5/8) · Wirtgen · Zijlaard
Bohli · Brenner · Brun · Charrin · Dainese · de Kleijn · J. Eriksson · L. Eriksson · Froidevaux · Heming · Kamp · Kelemen · Kluckers · Kolze Changizi · Krieger · Mayrhofer · Pellaud · Pluimers · Reichenbach · Rondel (vanaf 20/7) · Storer · Stork · Suter · Thalmann · Trentin · Voisard · Wilksch · Wirtgen · Zijlaard